# 仙阳镇
仙阳镇，是中华人民共和国福建省南平市浦城县下辖的一个乡镇级行政单位。

## 行政区划
仙阳镇下辖以下地区：
仙阳村、仙南村、管九村、下洋村、坑沿村、太平村、樟溪村、殿基村、三源村、巽源村、练村、渔梁村、小碧村、早田村、巽岭村、阳墩村、甫下村、柏山村、百丈村、永建村、高洋村、上洋村和山际村。